# آيت مجورت (بني عبد الله)
آيت مجورت هي إحدى مشيخات المملكة المغربية، تتبع جغرافيا لإقليم الحسيمة وإداريًا لبني عبد الله. يقدر عدد سكانها بـ 3567 نسمة حسب الإحصاء الرسمي للسكان والسكنى لسنة 2004.